# Hacia Dos Veranos
Hacia Dos Veranos es una banda argentina de post-rock que nace en el año 2005 como proyecto de dos amigos neuquinos que se trasladan a Buenos Aires para estudiar.
La banda editó en agosto de 2005 su primer EP llamado Fragmentos De Una Tarde Somnolienta que fue lanzado en Argentina por MuyModerna Records y en Inglaterra en febrero de 2006 por I Wish I Was Unpopular Records.
En mayo de 2007 editan su primer álbum llamado De Los Valles y Volcanes y lo lanzan a través de Scatter Records en Argentina y Discos de la Bahía en España. En julio de 2010 su segundo disco, llamado simplemente "Hacia Dos Veranos", es publicado en Bandcamp.
El nombre de la banda, está basado en el libro Trópico de Cáncer de Henry Miller y como ellos mismos expresan: "Como (el verano) es la estación que mejores recuerdos nos trae, ir hacia dos veranos es como ir en busca de la felicidad".

## Discografía

### Estudio
- Fragmentos De Una Tarde Somnolienta (EP) (2005)
- De Los Valles y Volcanes (2007)
- Hacia Dos Veranos (2010)
- Limay (2013)

### Compilaciones
- It's the Taking Part that Counts (wiaiwya, Reino Unido, 2012): Participa con la canción The Way of the Hand and the Foot.
- Hangover Lounge EP 1 (Hangover Lounge, Reino Unido, 2010): Participa con la canción The Cat & Cucumber.
- Porque este océano es el tuyo, es el mío (Si no puedo bailar, no es mi revolución, Brasil, 2007): Participa con la canción Despertar.
- Let it bee (My Honey Records, Italia, 2007): Participa con la canción La última tarde del apicultor.
- 25 Canciones para escuchar mientras te haces una tostada (Argentina, 2007): Participa con la canción Despertar.
- Granada Vol 2 (Molécula Records, México, 2006): Participa con la canción Despertar.
- Canciones pegajosas (ZonaIndie, Argentina, 2005): Participa con la canción Despertar.
- There goes winter (Kidart, Argentina, 2005): Participa con la canción Preludio.

## Integrantes

### Hacia Dos Veranos
- Ignacio Aguiló: guitarra
- Diego Martínez: bajo teclados guitarra
- Julia Bayse: flauta, teclados
- Diego Acosta: guitarra, teclados
- Patricio Dellariva (2009-), Andrés Edelstein (2006-8), Sebastián Henderson (2005-6): batería y percusión
- Ezequiel Llorente (2009-): guitarra